# Пірометалургія
Пірометалургі́я (від грец. pýr — вогонь і металургія)) — сукупність металургійних процесів, що протікають при високих температурах. 

## Загальний опис
Галузь металургії, пов'язана з одержанням та очищенням металів і металевих сплавів при високих температурах, на відміну від гідрометалургії, до якої належать низькотемпературні процеси. Пірометалургійними процесами є процеси випалу і аґломерації металургійної сировини, плавки шихтових матеріалів, виготовлення сплавів, рафінування металів тощо. Зокрема, це — доменна плавка, мартенівська плавка, плавка в конвертерах, дугових та індукційних печах. Пірометалургія — основа виробництва чавуну, сталі, свинцю, міді, цинку та інших важливих металів.
Пірометалургія — основна і старша область металургії. З давніх часів до кінця 19 століття виробництво металів базувалося майже виключно на пірометалургійних процесах. На рубежі 19 і 20 століття промислове значення набула інша велика гілка металургії — гідрометалургія, проте пірометалургія продовжує зберігати панівне становище як за масштабами виробництва, так і за різноманіттям процесів. На початку 20 століття разом з полум'яними способами нагріву в металургії почали застосовуватися різні види електричного нагріву (дуговий, індукційний і інші); приблизно в цей же час у промисловість був упроваджений електроліз розплавлених хімічних сполук (виробництво алюмінію і інших кольорових металів).
У 2-ій половині 20 століття набули поширення плазмова плавка металів, зонна плавка і електронопроменева плавка. Металургійні процеси, засновані на використанні електричного струму, можна виділити в самостійну область пірометалургії — електрометалургію.
У сучасній металургії пірометалургія займає провідне місце у виробництві чавуну і сталі, свинцю, міді, нікелю і інших найважливіших металів. За технологічними ознаками виділяють такі види пірометалургійних процесів:
- випалення,
- плавка,
- конвертація,
- рафінування,
- дистиляція.

Випалення характеризується тим, що матеріал зберігає твердий стан при зміні складу і деякому укрупненні частинок; проводиться в печах киплячого шару (ефективний процес, широко вживаний в кольоровій металургії), багаточереневих печах (наприклад, виробництво міді, феромолібдену), трубчастих печах (магнетизуюче випалення залізних концентратів), на агломераційних машинах, в муфельних печах (металургія рідкісних металів).
Плавка характеризується повним розплавленням шихти і розділенням розплаву зазвичай на 2 шари (метал і шлак або метал і штейн); проводиться в шахтних печах (наприклад, доменне виробництво, виробництво свинцю, нікелю, міді), відбивних печах (мартенівське виробництво, відбивна плавка мідних концентратів), електропечах (виробництво сталі, феросплавів, міді, нікелю), циклонних камерах (переробка мідно-цинкової сировини) і інших агрегатах.
У особливу групу плавок виділяють так звані металотермічні процеси, засновані на реакціях відновлення металів з їхніх з'єднань хімічно активнішими металами (реакції протікають з виділенням значної кількості тепла).
Конвертація, яку можна розглядати як різновид плавки, полягає в продуванні повітрям або киснем розплавлених матеріалів (чавун, штейн) з присадкою флюсів і невеликої кількості сировини (брухт, багаті концентрати); конвертація заснована на використанні тепла екзотермічних реакцій і здійснюється в конвертерах (конвертерне виробництво, виробництво міді, нікелю).
Рафінування — обробка розплавлених чорнових металів за допомогою присадок (солей, лугів, металів), наведенням спеціальних шлаків, окисленням домішок, вакуумуванням розплаву тощо (іноді рафінування проводять в процесі кристалізації рідкого металу); агрегатами для рафінування можуть служити відбивні печі (виробництво міді, цинку, золота), казани (виробництво свинцю, олова).
Дистиляція полягає в переводі відновлюваного металу в пароподібний стан з подальшою конденсацією; здійснюється в ретортних печах (виробництво цинку), шахтних печах (виробництво свинцю, цинку, олова), печах з киплячим шаром (виробництво титану).